# Цеткин, Максим
Макси́м Це́ткин (нем. Maxim Zetkin; 1 августа 1883, Париж — 19 августа 1965, Берлин) — немецкий политик и хирург.

## Биография
Максим Цеткин — сын Осипа и Клары Цеткиных, родился во время эмиграции родителей в Париже. Старший брат Константина. Обучался в гимназии в Штутгарте, в 1902—1908 годах учился на медицинском факультете Мюнхенского университета. Защитил диссертацию в 1909 году. В 1902 году вступил в Социал-демократическую партию Германии, затем в 1917 году перешёл в Независимую социал-демократическую партию Германии, а в 1919 году — в Коммунистическую партию Германии.
С 1920 года Максим Цеткин работал хирургом в Москве и продолжал политическую деятельность. С 1924 года состоял в РКП(б). В 1935 году получил должность доцента в Московском медицинском институте. В 1936 и 1937 годах служил военврачом в республиканской армии в Гражданскую войну в Испании. По возвращении в СССР в 1939—1941 годах занимал должность главного врача, а затем до конца войны работал на Кавказе.
По окончании Второй мировой войны Максим Цеткин вернулся в 1945 году в Германию и участвовал в восстановлении системы здравоохранения в советской зоне оккупации. В 1946 году Максим Цеткин вступил в Социалистическую единую партию Германии. В 1947—1960 годах преподавал в Берлинском университете, одновременно занимал должность начмеда клиники «Шарите», а с 1950 года являлся ведущим сотрудником министерства здравоохранения ГДР. Максим Цеткин являлся соучредителем издательства Verlag Volk und Gesundheit и выпустил медицинский словарь.
В 1950 году Максим Цеткин удостоился звания заслуженного народного врача, в 1955 году — ордена «За заслуги перед Отечеством» в бронзе, а в 1958 году — в серебре и золоте. Цеткин также являлся кавалером медали имени Ганса Баймлера и носил почётное звание выдающегося народного учёного. В 1955 году Максим Цеткин был принят в члены-корреспонденты Академии наук ГДР.

Похоронен в Мемориале социалистов на Центральном кладбище Фридрихсфельде. В 1983 году больнице в Нордхаузене и в 1987 году Военно-медицинскому отделению Грайфсвальдского университета было присвоено имя Максима Цеткина.

## Труды
- Die Chirurgie des Traumas (als Herausgeber), Berlin 1955—1958
- Wörterbuch der Medizin (als Herausgeber mit Herbert Schaldach), Berlin 1956
- Deutsche Gesamtausgabe der Werke von I. P. Pawlow (als Herausgeber), Berlin 1953—1954